# Colonel Bogey
Colonel Bogey è un film del 1948 diretto da Terence Fisher.

## Trama
Una giovane coppia vittoriana trascorre del tempo con la zia Mabel che, si comporta come se lo spirito del suo defunto marito fosse ancora vivo, sentendo la sua voce spettrale.